# Albert Dupontel
Albert Dupontel (Saint-Germain-en-Laye, 11 januari 1964) is een Frans acteur, filmregisseur, scenarioschrijver en humorist.

## Leven en werk

### Afkomst en opleiding
Als zoon van een dokter en van een tandarts studeerde Dupontel gedurende vier jaar (1982-1986) geneeskunde in Parijs. Omdat hij meer en meer geboeid raakte door de film en het theater stopte hij zijn studies. De volgende twee jaar (1986-1988) bracht hij door aan de toneelschool van het 'Théâtre national de Chaillot'.

### Humorist
Daarna wijdde hij zich volledig aan de komedie, zijn grote passie. In 1990 beleefde hij als humorist zijn doorbraak op het podium in Parijs, met zijn onemanshow Sale spectacle. Twee jaar later genoot ook zijn tweede onemanshow Sale spectacle 2 veel bijval.

### Filmacteur
Als filmacteur debuteerde Dupontel in 1988 in bijrollen onder regie van de veteranen Paul Vecchiali en Jacques Rivette. Al heel vlug werd hij vooral gecast in hoofdrollen, zowel in komedies als in drama's.
Vermeldenswaardige (hoofd)rollen voor Dupontel waren: 
- de door liefdesverdriet verteerde jongeman die in de komedie Chacun pour toi (1993) na een zelfmoordpoging door de eenzame wat levensmoeë kapper Jean Yanne uit het Canal Saint-Martin wordt gered en vriendschap sluit met zijn redder.

- de jonge homoseksuele legerkapitein die in het drama Un héros très discret (1996) een valse verzetsheld onder zijn vleugels neemt.

- de vriend van het koppel Vincent Cassel-Monica Bellucci die in de controversiële antichronologische dramatische thriller Irréversible (2002) in een hyperrealistisch in beeld gebrachte moordscène een man met een brandblusser het hoofd inslaat.

- de goedmoedige 'poilu' die in het heel succesrijke Eerste Wereldoorlogsdrama Un long dimanche de fiançailles (2004) fungeert als de verteller en als kroongetuige tijdens de zoektocht van een jonge vrouw naar haar al dan niet 'gesneuvelde' verloofde.

- de zelfverzekerde charmeur en succesauteur die in de komedie Odette Toulemonde (2007), nadat zijn laatste roman genadeloos in de grond werd geboord, er weer bovenop komt dankzij een gepassioneerde fan.

- de harde nuchtere sergeant die zijn nieuwe zachtaardige luitenant de broodnodige realiteitszin bijbrengt in het zich tijdens de Algerijnse Onafhankelijkheidsoorlog afspelend oorlogsdrama L'Ennemi intime (2007).

- de in het leven op alle vlakken geslaagde publiciteitsagent die in het drama Deux jours à tuer (2008) op een dag plotseling alles op de helling zet en vernielt.

- de 'belichaming' van de kanker waaraan een alcoholverslaafde en depressieve schrijver lijdt in de zwarte komedie Le Bruit des glaçons (2010).

- een beruchte dief en geweldenaar die een alleenstaande vrouwelijke rechter zwanger heeft gemaakt in zijn eigen meermaals bekroonde en genomineerde komedie 9 Mois ferme (2013).

- de tot de rolstoel veroordeelde paardenstuntman in het drama En équilibre (2015) voor wie de agente van zijn verzekeringsmaatschappij genegenheid begint op te vatten.

### Filmregisseur
Vanuit zijn voorgeschiedenis van humorist lag het voor de hand dat Dupontel voor zijn filmregiedebuut naar het komische genre greep. Nadat hij in 1992 een korte film had afgeleverd draaide hij in ruim vijfentwintig jaar tijd vijf komedies en drie tragikomedies. Hij nam telkens de hoofdrol voor zijn rekening. Hij schreef ook de scenario's zelf, en werd daar af en toe bij geholpen.  
Enkel voor de tragikomedie Au revoir là-haut (2017) putte hij zijn onderwerp uit een bestaand verhaal: dat van twee soldaten die de oorlogsverschrikkingen overleefd hebben in de gelijknamige succesrijke Eerste Wereldoorlogsroman van Pierre Lemaitre die in 2013 onder meer met de Prix Goncourt werd bekroond. Vooral drie van zijn laatste films, 9 Mois ferme (2013), een van de vijf populairste Franse films van dat jaar, Au revoir là-haut en het met zeven Césars bekroonde Adieu les cons (2020) konden de Franse filmliefhebber bekoren.

## Filmografie (heel ruime selectie)

### Acteur
- 1988 - Encore (Paul Vecchiali)
- 1988 - La Bande des quatre (Jacques Rivette)
- 1993 - Chacun pour toi (Jean-Michel Ribes)
- 1994 - Giorgino (Laurent Boutonnat)
- 1996 - Un héros très discret (Jacques Audiard)
- 1996 - Bernie (Albert Dupontel)
- 1998 - Serial Lover (James Huth)
- 1999 - La Maladie de Sachs (Michel Deville)
- 1999 - Du bleu jusqu'en Amérique (Sarah Lévy)
- 1999 - Le Créateur (Albert Dupontel)
- 2000 - Les Acteurs (Bertrand Blier)
- 2001 - L'Origine du monde (Jérôme Enrico)
- 2002 - Petites Misères (Philippe Boon en Laurent Brandenbourger)
- 2002 - Irréversible (Gaspar Noé)
- 2002 - Monique : toujours contente (Valérie Guignabodet)
- 2004 - Le Convoyeur (Nicolas Boukhrief)
- 2004 - Un long dimanche de fiançailles (Jean-Pierre Jeunet)
- 2006 - Fauteuils d'orchestre (Danièle Thompson)
- 2006 - Enfermés dehors (Albert Dupontel)
- 2006 - Avida (Benoît Delépine en Gustave Kervern)
- 2006 - Président (Lionel Delplanque)
- 2007 - Jacquou le croquant (Laurent Boutonnat)
- 2007 - Odette Toulemonde (Éric-Emmanuel Schmitt)
- 2007 - Chrysalis (Julien Leclercq)
- 2007 - L'Ennemi intime (Florent Emilio Siri)
- 2007 - Louise-Michel (Gustave Kervern en Benoît Delépine)
- 2008 - Paris (Cédric Klapisch)
- 2008 - Deux jours à tuer (Jean Becker)
- 2009 - Le Vilain (Albert Dupontel)
- 2010 - Le Bruit des glaçons (Bertrand Blier)
- 2011 - La Proie (Éric Valette)
- 2012 - Le Grand Soir (Gustave Kervern en Benoît Delépine)
- 2013 - 9 Mois ferme (Albert Dupontel)
- 2015 - En équilibre (Denis Dercourt)
- 2015 - Les Premiers, les Derniers (Bouli Lanners)
- 2017 - Au revoir là-haut (Albert Dupontel)
- 2020 - Adieu les cons (Albert Dupontel)
- 2020 - Mon cousin (Jan Kounen)
- 2022 - Big Bug (Jean-Pierre Jeunet)
- 2023 - Second Tour (Albert Dupontel)

### Regisseur
- 1992 - Désiré (korte film)
- 1996 - Bernie
- 1999 - Le Créateur
- 2006 - Enfermés dehors
- 2009 - Le Vilain
- 2013 - 9 Mois ferme
- 2017 - Au revoir là-haut
- 2020 - Adieu les cons
- 2023 - Second Tour

## Prijzen en nominaties

### Prijzen

#### César voor beste regisseur
- 2018 - Au revoir là-haut
- 2021 - Adieu les cons

#### César voor beste film
- 2021 - Adieu les cons

#### César voor beste origineel script
- 2014 - 9 Mois ferme
- 2021 - Adieu les cons

#### César voor beste bewerkt script
- 2018 - Au revoir là-haut

#### César des lycéens
- 2021 - Adieu les cons

### Nominaties

#### César voor beste acteur
- 2000 - La Maladie de Sachs
- 2009 - Deux jours à tuer
- 2014 - 9 Mois ferme
- 2018 - Au revoir là-haut
- 2021 - Adieu les cons

#### César voor beste mannelijke bijrol
- 1997 - Un héros très discret

#### César voor beste regisseur
- 2014 - 9 Mois ferme

#### César voor beste film
- 2014 - 9 Mois ferme
- 2018 - Au revoir là-haut

#### César voor beste debuutfilm
- 1997 - Bernie

- Bibsys: 5070404
- Biblioteca Nacional de España: XX1288520
- Bibliothèque nationale de France: cb14033115c (data)
- Gemeinsame Normdatei: 102475605X
- International Standard Name Identifier: 0000 0001 2141 936X
- Library of Congress Control Number: n2006007197
- MusicBrainz: 650121e1-c3df-45a6-846e-ac84284cfa54
- Nationale Bibliotheek van Tsjechië: pna2006322547
- Nationale Bibliotheek van Israël: 987007327509205171
- Nationale Bibliotheek van Polen: a0000002084237
- Nederlandse Thesaurus van Auteursnamen: 192786318
- SNAC: w6pk1bw2
- Système universitaire de documentation: 077446895
- Virtual International Authority File: 85095542
- WorldCat: E39PBJwRVTXxw9Xh7QjPGhrXh3